# Jan Mujżel

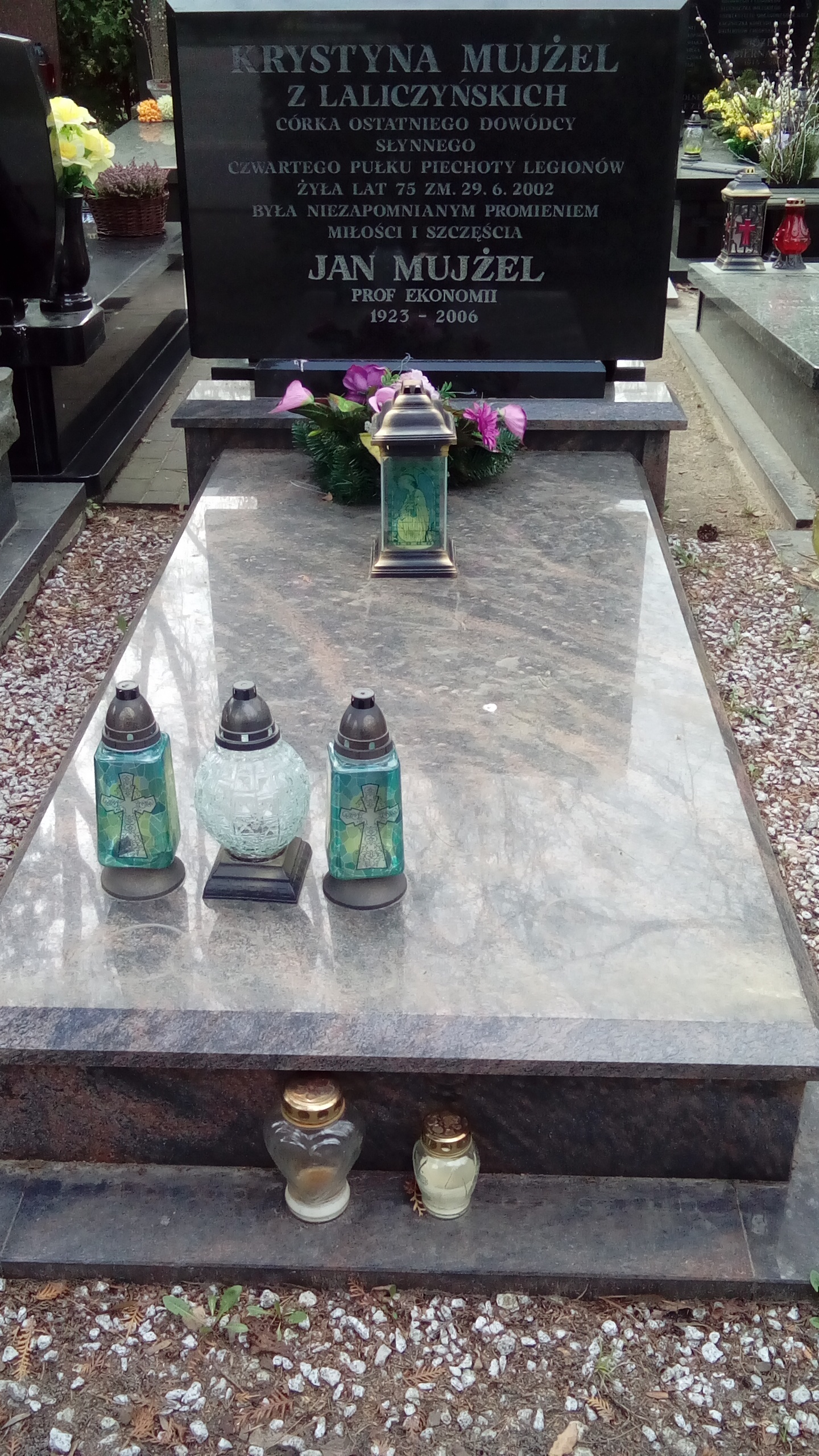
Grób Jana Mujżela na Cmentarzu Wojskowym na Powązkach

Jan Mujżel (ur. 21 lutego 1923 w Mokniunach na Litwie, zm. 9 lipca 2006) – polski ekonomista, profesor, autor wielu prac z dziedziny teorii gospodarki oraz uwarunkowań wzrostu gospodarczego.
Czynnie, nie tylko naukowo, zaangażowany we wspieranie rynkowych reform gospodarczych w Polsce. Uczestniczył w obradach Okrągłego Stołu jako przedstawiciel strony solidarnościowo-opozycyjnej, był przewodniczącym Rady Strategii Społeczno-Gospodarczej przy Radzie Ministrów.
Był związany m.in. z Uniwersytetem Łódzkim (który przyznał mu w 2005 roku tytuł doktora honoris causa) oraz Uniwersytetem Warszawskim.

## Studia
W latach 1945–1949 studiował na Wydziale Prawno-Ekonomicznym Uniwersytetu Łódzkiego. Od 1955 należał do PZPR. Rada Wydziału Ekonomii Politycznej Uniwersytetu Warszawskiego nadała mu w 1961 stopień doktora na podstawie pracy: Stosunki towarowe i ich zakres w gospodarce socjalistycznej, a w 1962 stopień doktora habilitowanego na podstawie rozprawy: Kategorie towarowo-pieniężne w produkcyjnej działalności przedsiębiorstw (regulująca rola kategorii towarowo-pieniężnych oraz jej warunki i granice). W roku akademickim 1962/1963 odbył staż naukowy w Moskiewskim Uniwersytecie im. Michaiła Łomonosowa. W latach 1968–1969 jako stypendysta Fundacji Forda przebywał w różnych ośrodkach naukowych USA. W 1951 został zastępcą profesora, w 1963 docentem, w 1968 profesorem nadzwyczajnym, a w 1976 profesorem zwyczajnym.

## Praca zawodowa
Podczas wojny pracował w różnych miejscach i w różnym charakterze na Litwie. Był m.in. pracownikiem Biura Pełnomocnika Rządu Tymczasowego ds. repatriacji, a po przyjeździe do kraju w 1945 pracownikiem Państwowego Urzędu Repatriacyjnego w Zielonej Górze. W latach 1946–1950 zajmował kierownicze stanowiska w zarządzaniu handlem uspołecznionym w Łodzi.
W 1949 rozpoczął pracę w szkolnictwie wyższym początkowo jako asystent, od 1950 starszy asystent, od 1951 adiunkt, początkowo w Szkole Głównej Planowania i Statystyki w Warszawie, a potem w Wyższej Szkole Ekonomicznej w Łodzi WSE w Katedrze Ekonomii Politycznej. W latach 1950–1957 i 1959–1960 prowadził wykłady zlecone z ekonomii politycznej na różnych wydziałach UŁ, w latach 1955–1957 w Wyższej Szkole Pedagogicznej w Łodzi. Od 1952 kierował Katedrą Ekonomii Politycznej WSE, a po jej włączeniu do UŁ od 1961 Zakładem Ekonomii Politycznej Socjalizmu w tej Katedrze. Od 1963 do 1966 pełnił funkcję dziekana Wydziału Ekonomiczno-Socjologicznego UŁ. W latach 1964–1970 kierował Katedrą Ekonomii Politycznej, a następnie do 1975 był dyrektorem Instytutu Ekonomii Politycznej. W latach 1973–1975 był zatrudniony na pół etatu, a po przeniesieniu służbowym na pełnym etacie w Warszawie, gdzie w latach 1975–1978 pełnił funkcję zastępcy dyrektora Instytutu Planowania, a potem dyrektora w latach 1980–1981 w tym Instytucie. Od 1982 pracował w Instytucie Nauk Ekonomicznych PAN. W latach 1975–1993 pracował w niepełnym wymiarze zajęć w Instytucie Ekonomii, a potem w Katedrze Ekonomii Wydziału Ekonomiczno-Socjologicznego UŁ. Był nauczycielem akademickim w Prywatnej Wyższej Szkole Nauk Społecznych, Komputerowych i Medycznych w Warszawie.
Od 1966 był członkiem Komitetu Nauk Ekonomicznych PAN, gdzie był zastępcą przewodniczącego w latach 1981–1984. Wchodził w skład Rad Naukowych Instytutu Planowania, Instytutu Handlu Wewnętrznego, Instytutu Wzornictwa Przemysłowego, Państwowej Komisji Cen. Był członkiem Komisji ds. Modernizacji Gospodarki i Państwa (w latach 1971–1974) a potem Komisji ds. Reformy Gospodarczej.
Pod jego kierunkiem powstało kilkadziesiąt prac magisterskich, wypromował 14 doktorów w UŁ. 
W 1988 przeszedł na emeryturę.
Pochowany na cmentarzu Powązki Wojskowe w Warszawie (kwatera A3 tuje-1-9).

## Działalność w organizacjach zawodowych
Od 1950 był członkiem Polskiego Towarzystwa Ekonomicznego w latach 1953–1955 był prezesem Oddziału Łódzkiego PTE, w latach 1962–1975 był wiceprezesem Zarządu Głównego PTE. W latach 1975–1986 był wybierany do Zarządu Głównego, był członkiem jego prezydium a od 1986 członkiem Rady Głównej. Specjalność naukowa: teoria ekonomii, w tym teoria funkcjonowania gospodarki i przedsiębiorstw.

## Wybrane publikacje
- Przedsiębiorstwo socjalistyczne a rynek (1966),
- Przedsiębiorstwo ogniwem planowego systemu gospodarki socjalistycznej (1971),
- Ekonomiczne narzędzia zarządzania gospodarką socjalistyczną (1973),
- Przedsiębiorstwo w procesach transformacji („Ekonomista" 1988, nr 34).

Współautor:
- System zarządzania gospodarką socjalistyczną (1973),
- Funkcjonowanie gospodarki polskiej (1984).

Jego autorstwa są liczne artykuły w piśmiennictwie branżowym krajowym i zagranicznym. Brał aktywny udział w krajowych i międzynarodowych konferencjach naukowych i zjazdach ekonomistów.

## Wyróżniony
- Nagrodą im.  Oskara Lange II stopnia (trzykrotnie) i III stopnia (trzykrotnie),
- 3 nagrodami ministra,
- 14 nagrodami rektora UŁ.

## Odznaczenia
- Złoty Krzyż Zasługi (1954)[5],
- Krzyż Kawalerski Orderu Odrodzenia Polski (1963),
- Krzyż Oficerski Orderu Odrodzenia Polski (1973),
- Krzyż Komandorski Orderu Odrodzenia Polski (1983),
- Odznaka 1000-lecia Państwa Polskiego[2]
- Honorowa Odznaka Miasta Łodzi (1967),
- Honorowa Odznaka Województwa Łódzkiego (1971),
- Złota Odznaka PTE (1970),
- Złota Odznaka UŁ (1971),
- Medal „Uniwersytet Łódzki w służbie społeczeństwa”.